# Eftra
Eftra is een plaats in de gemeente Falkenberg in het landschap Halland en de provincie Hallands län in Zweden. De plaats heeft 69 inwoners (2000) en een oppervlakte van 22 hectare.